# Michele Novaro
Pour les articles homonymes, voir Novaro.
Michele Novaro (né à Gênes le 23 décembre 1818 - mort à Gênes le 21 octobre 1885) est un compositeur et un patriote italien.

## Biographie
Michele Novaro est le compositeur de l'hymne national italien, Fratelli d'Italia aussi appelé Inno di Mameli (Goffredo Mameli a écrit les paroles). Il a également composé Il canto del Dragone.